# Olgierd Łukaszewicz

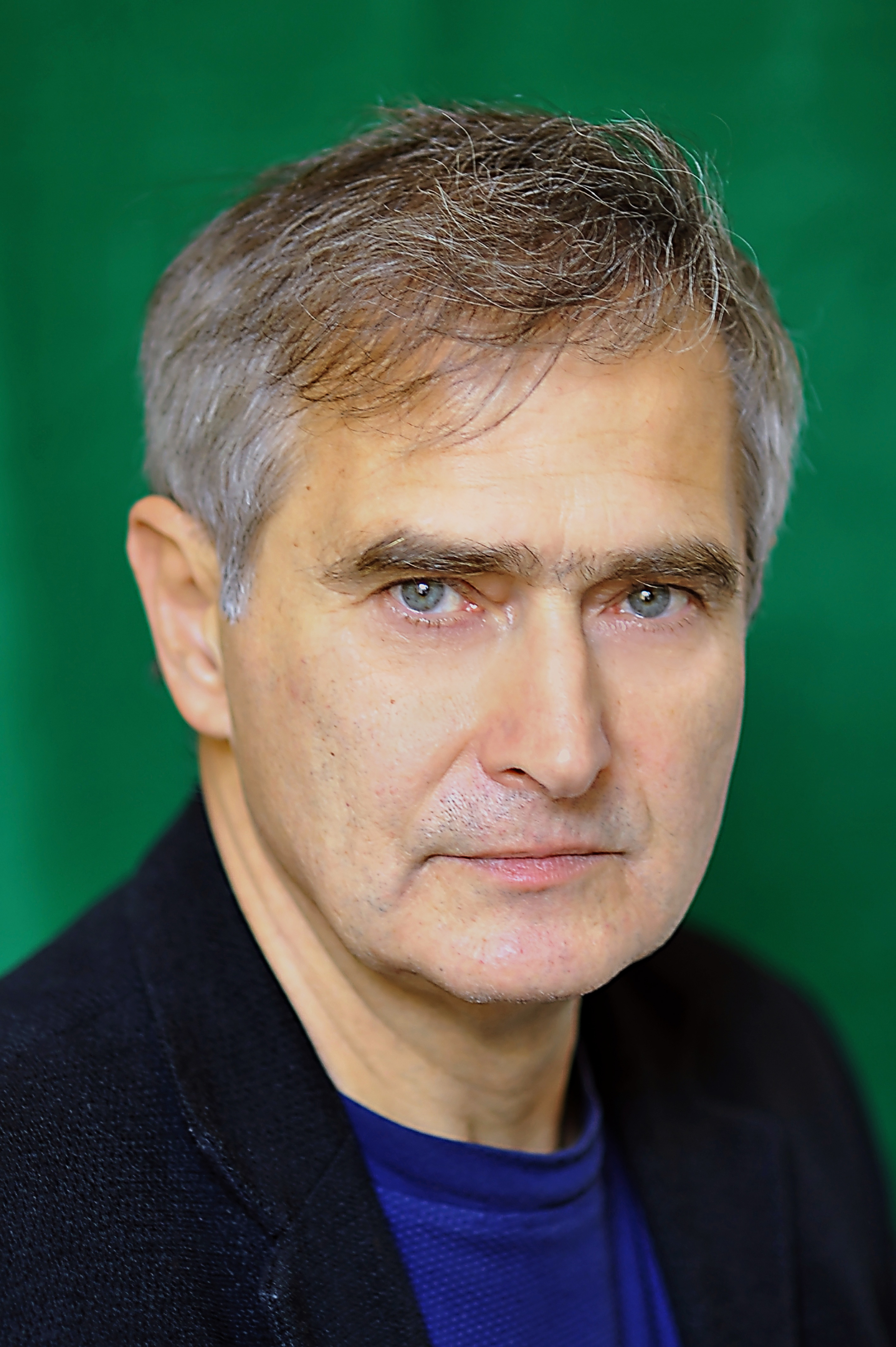
Olgierd Łukaszewicz (2011)

Olgierd Łukaszewicz (* 7. September 1946 in Chorzów) ist ein polnischer Schauspieler.

## Leben
Olgierd Łukaszewicz erhielt seine Schauspielausbildung an der Staatlichen Schauspielschule PWST in Krakau und legte sein Diplom 1968 ab. 1968 gab er sein Filmdebüt und 1969 debütierte er am Theater in Krakau und wechselte 1970 nach Warschau, wo er seitdem an unterschiedlichen Theatern engagiert ist. Seit 2003 gehört er zum Ensemble des Warschauer Teatr Polski. Als Rezitator war er 1974 an dem Album Meditation / Medytacje von Helmut Nadolski beteiligt.
Landesweite Popularität erreichte er dank der Science-Fiction-Satire Sexmission (1984).
Bei der Kampagne vor der Präsidentschaftswahl in Polen 2005 unterstützte er den Kandidaten Lech Kaczyński. Doch wandte er sich bald von der Partei PiS ab und näherte sich dem linksalternativen Lager an. 2017 gründete er die Stiftung Wir Bürger der Europäischen Union. Bei der Europawahl 2019 kandidierte er für die Partei Wiosna, errang aber kein Mandat. 2022 warnte er auf einer Vortragsreise durch mehrere polnische Städte vor Jarosław Kaczyński, er warf ihm vor, das Rad der Zeit zurückdrehen und Polen aus der Europäischen Union führen zu wollen.
Er ist der Zwillingsbruder des Kameramanns Jerzy Łukaszewicz.

## Auszeichnungen (Auswahl)
- Verdienstkreuz der Republik Polen in Silber (1979)
- Ritter der Polonia Restituta (2000)
- Gloria-Artis-Medaille für kulturelle Verdienste (2005)
- Bundesverdienstkreuz (2008)
- Offizier der Polonia Restituta (2013)

## Filmografie (Auswahl)
- 1969: Das Salz der schwarzen Erde (Sol ziemi czarnej, Regie: Kazimierz Kutz)
- 1970: Die Romantischen (Romatyczni, Regie: Stanisław Różewicz)
- 1970: Das Birkenwäldchen (Brzezina, Regie: Andrzej Wajda)
- 1972: Eine Perle in der Krone (Perła w koronie, Regie: Kazimierz Kutz)
- 1973: Die Hochzeit (Wesele, Regie: Andrzej Wajda)
- 1975: Geschichte einer Sünde (Dzieje grzechu, Regie: Walerian Borowczyk)
- 1975: Nächte und Tage (Nocie i dnie, Regie: Jerzy Antczak)
- 1978: Jörg Ratgeb, Maler, (Regie: Bernhard Stephan)
- 1981: Fieber (Gorączka, Regie: Agnieszka Holland)
- 1982: Verhör einer Frau (Przesluchanie, Regie: Ryszard Bugajski)
- 1982: Sonjas Rapport (Regie: Bernhard Stephan)
- 1983: Die Wölfin (Wilczyca, Regie: Marek Piestrak)
- 1984: Sexmission (Seksmisja, Regie: Juliusz Machulski)
- 1986: Die Mädchen aus Nowolipki (Dziewczeta z nowolipek, Regie: Barbara Sass)
- 1987: Chronik einer Fürstenfamilie (Biala wizytowka, Regie: Filip Bajon)
- 1987: King Size (Kingsajz, Regie: Juliusz Machulski)
- 1988: Ein kurzer Film über das Töten (Krótki film o zabijaniu, Regie: Krzysztof Kieślowski)
- 1989: Dekalog, Zwei (Dekalog, dwa, Regie: Krzysztof Kieślowski)
- 1993: Jancio Wodnik (Regie: Jan Jakub Kolski)
- 1993: König der letzten Tage (Regie: Tom Toelle)
- 1993: Der Salzbaron (Regie: Bernd Fischerauer)
- 2003: König Ubu (Ubu Król, Regie: Piotr Szulkin)
- 2005: Karol – Ein Mann, der Papst wurde (Karol, un uomo diventato Papa, Regie: Giacomo Battiato)
- 2012–2014: M jak milosc (Fernsehserie, 13 Folgen)
- 2013: Lauf Junge lauf (Regie: Pepe Danquart)
- 2014: Operation Arsenal – Widerstand in Warschau (Kamienie na szaniec, Regie: Robert Gliński)